# Tweede Kamerverkiezingen in het kiesdistrict Heusden
Tweede Kamerverkiezingen in het kiesdistrict Heusden geeft een overzicht van verkiezingen voor de Nederlandse Tweede Kamer in het kiesdistrict Heusden in de periode 1848-1850.
Het kiesdistrict Heusden werd ingesteld na de grondwetsherziening van 1848. Tot het kiesdistrict behoorden de volgende gemeenten: Alem, Almkerk, Andel, Baardwijk, Besoyen, Bokhoven, Capelle, De Werken en Sleeuwijk, Drongelen, Haagoort, Gansoijen en Doeveren, Drunen, Dussen, Emmikhoven en Waardhuizen, Empel en Meerwijk, Engelen, Giessen, Hedikhuizen, Heesbeen, Eethen en Genderen, Herpt, Heusden, Meeuwen, Nieuwkuijk, Oudheusden, Rijswijk, Sprang, Veen, Vlijmen, Vrijhoeve-Capelle, Waalwijk, Waspik, Werkendam, Wijk en Aalburg en Woudrichem.
Het kiesdistrict Heusden vaardigde in dit tijdvak per zittingsperiode één lid af naar de Tweede Kamer. 
Legenda
- vet: gekozen als lid van de Tweede Kamer.

## 30 november 1848
De verkiezingen werden gehouden na ontbinding van de Tweede Kamer, na inwerkingtreding van de herziene grondwet.
|                  | 30 november |
| ---------------- | ----------- |
| Kiesgerechtigden | 914         |
| Opkomst          | 780         |
| Geldige stemmen  | 771         |
| Blanco stemmen   | 4           |
| Kandidaten       |             |
| C. Schiffer      | 388         |
| L. Metman        | 345         |
| H.J. de Grez     | 35          |

## Opheffing
In 1850 werd het kiesdistrict Heusden opgeheven. De tot het kiesdistrict behorende gemeenten werden ingedeeld bij de kiesdistricten Gorinchem (de gemeenten Almkerk, Andel, De Werken en Sleeuwijk, Drongelen Haagoort Gansoijen en Doeveren, Dussen, Heesbeen Eethen en Genderen, Meeuwen, Rijswijk, Veen, Werkendam, Wijk en Aalburg en Woudrichem), Tilburg (de gemeenten Besoyen, Capelle, Sprang, Vrijhoeve-Capelle en Waspik) en 's-Hertogenbosch (overige gemeenten).